# Mayer István (főszolgabíró)
Mayer István Mihály (Zalaegerszeg, 1856. augusztus 22. – Zalaegerszeg, 1928. október 26.) ügyvéd, a novai járás főszolgabírája, Zala vármegye törvényhatósági bizottságának tagja, a Tűzoltó-Egylet alelnöke, az igen tisztelt magatartása miatt akkoriban a "novai kiskirály"-ként ismerték.

## Élete
Római katolikus polgári családban született. Az egyik törvénytelen gyermeke volt a zalaegerszegi születésű Mayer Annának (1824–1904); Mayer István apja neve ismeretlen. Az anyai nagyszülei Mayer József (1788–1845), zalaegerszegi városbíró, városi tanácsos, polgár és Tipka Jozefa (1788–1871) voltak. Fivére Mayer Ferenc (1860–†?), a nagykanizsai járás orvosa, akinek a felesége karcsai és etrekarcsai Lukács Gizella (1873–1926).
Alaptanulmányai után jogot végzett. Hamarosan hivatalt vállalt Zala vármegyében: 1885. szeptember 14-től 1895. december 17-ig a zalaegerszegi járás szolgabírájaként, majd 1895. december 17. és 1900. december 10. között a sümegi járás szolgabírájaként tevékenykedett. 1900. december 11-én Zalaegerszegen tartották a Zala vármegye törvényhatóságának a közgyűlését, amelyen Mayer István novai főszolgabíróvá választották Malatinszky Lajos helyébe; Malatinszkyt pedig zalaszentgróti főszolgabíróvá választották. 1901 januárjában búcsúlakomát rendeztek Sümegen abból az alkalomból, hogy Mayer István sümegi járási szolgabírót Novára főszolgabírónak megválasztották. A lakomán felköszöntőket mondottak dr. Lukonich Gábor, a sümegi járás tiszti orvosa, kisfaludi Kisfaludy Tivadar, ócsai és czifferi Fűzik Gyula sümegi főszolgabíró. A felköszöntések legnagyobb része a távozó főbíró érdemeinek méltatására irányult, aki meghatva mondott köszönetet a minden oldalról irányában megnyilatkozott tiszteletért és szeretetért.
1900. december 10. és 1914. október 1. között dr. Mayer István a novai járás főszolgabírája volt. Közkedvelt és becsült járási vezetőnek tekintették, aki szorgalmasan dolgozott a járás érdekében hivatala alatt. 1903. január 15-én a novai járási gazdakör megalakult és megkezdte működését Mayer István kezdeményezésére. 1912 májusában Mayer István elérte tisztviselőségének harmincadik évét és azt hivatalos társai, barátai és tisztelői iránta való meleg rokonszenvvel meg is ünnepelték a Nován. Zalaegerszegről is megjelentek erre az ünnepélyre a megyei tisztviselők, köztük Árvay Lajos zalai alispán és dr. Thassy Gábor zalai főorvos. Mayer István novai főszolgabíró egyike a legnépszerűbb tisztviselőknek a tisztviselő társak között is, a nagyközönség előtt is. Mayer István főszolgabíró mellett 1903. április 12. és 1908. június 24. között boldogfai Farkas István novai szolgabíró tevékenykedett; Farkas István helyébe dr. névedi Botka Andor (1884–1929) lett beosztva novai szolgabírónak. 1908. július és 1909. február között boldogfai Farkas Kálmán a novai szolgabírói hivatalt töltötte be Mayer István főbíró mellett.
1914. október 1-én nyugdíjba vonult; a Mayer István nyugalomba vonultával megüresedett novai főszolgabírói székbe 1914. december 14-én a vármegyei közgyűlésén megválasztották boldogfai Farkas Kálmán szolgabírót 7 szavazattöbbséggel Szilágyi Dezsővel szemben.
Mayer István nyugalmazott főszolgabíró Zalaegerszegen halt meg; 1883-tól szolgálta Zala vármegyét 1900-tól mint novai főszolgabíró példás rendtartásáért atyafias igazságos elbánásaiért kiérdemelte a "novai kiskirály" nevet.

## Házassága és leszármazottjai
1880. október 16-án Zalaegerszegen feleségül vette a római katolikus vallású Szalmay Ida (Zalaegerszeg, 1865. december 28. – Zalaegerszeg, 1953. október 20.) kisasszonyt, akinek szülei Szalmay József (1831–?) zalaegerszegi ügyvéd, a zalaegerszegi járás alszolgabírája 1862. január 30. és 1865 novembere között, és Kertlelits Mária voltak. Szalmay Ida fivére ifjabb Szalmay József (1860–1916) volt, aki csáktornyai főszolgabíróként dolgozott 1907. december 16. és 1916. május 8. között. Mayer István és Szalmay Ida házasságából született:
- Mayer (Magyaródy) István Ferenc József (Zalaegerszeg, 1881. augusztus 9. –Zalaegerszeg, 1959. január 12.),[21] zalaegerszegi pénzügyi számtiszt, tartalékos főhadnagy. Felesége: Krampatits Anna Ibolya (Sárbogárd, 1894. július 10. – ?).[22]